# Deuxième collège du Nord (Lille) de 1831 à 1848
Le deuxième collège du Nord était l'une des 12 circonscriptions législatives françaises que comptait le département du Nord pendant la Monarchie de Juillet.

## Description géographique et démographique
Le 2e collège du Nord (Lille) était situé à la périphérie de l'agglomération lilloise. Située entre les arrondissements d'Hazebrouck et de Douai, la circonscription est centrée autour de la ville de Lille.
Elle regroupait les divisions administratives suivantes : Canton de Lille-Nord-Est ; Canton de Lille-Sud-Est et le Canton de Lille-Sud-Ouest.

## Historique des députations
| Législature    | Début de mandat | Fin de mandat   | Député élu                       | Parti politique       | Observations |
| -------------- | --------------- | --------------- | -------------------------------- | --------------------- | ------------ |
| 2e législature | 5 juillet 1831  | 25 mai 1834     | Romain-Joseph de Brigode         |                       |              |
| 3e législature | 21 juin 1834    | 3 octobre 1837  | Romain-Joseph de Brigode         |                       |              |
| 4e législature | 4 novembre 1837 | 2 février 1839  | Louis Josson                     | Centre droit          |              |
| 5e législature | 2 mars 1839     | 12 juin 1842    | Gaspard Thémistocle Lestiboudois | Opposition dynastique |              |
| 6e législature | 9 juillet 1842  | 6 juillet 1846  | Gaspard Thémistocle Lestiboudois | Opposition dynastique |              |
| 7e législature | 1er août 1846   | 24 février 1848 | Gaspard Thémistocle Lestiboudois | Opposition dynastique |              |